# NK Travnik
NK Travnik este o echipă de fotbal din Travnik, Bosnia și Herzegovina.

## Titluri
- Prima Ligă Bosniacă:(2)

2003, 2007